# Droséra intermédiaire
Drosera intermedia
Espèce
Classification phylogénétique
La Droséra intermédiaire (Drosera intermedia) est une plante herbacée de la famille des Droséracées.

## Description

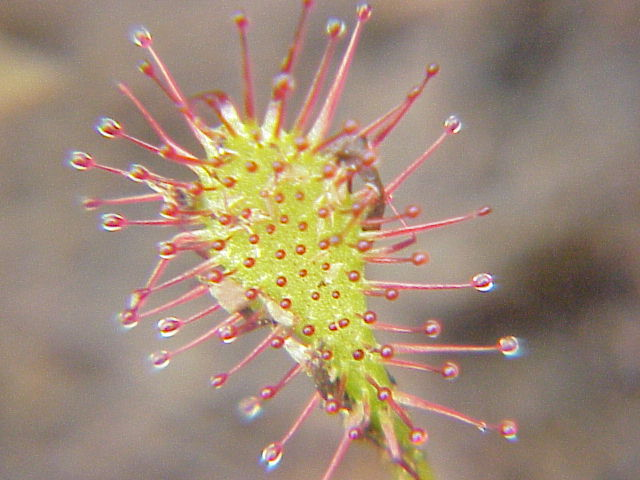
Détail de la feuille

C'est une plante carnivore qui possède sur la surface supérieure de ses feuilles des poils sécrétant à leur extrémité un liquide collant.
Elle mesure de 5 à 20 cm ; feuilles spatulées, 2-3 fois aussi longues que larges, obtuses au sommet, graduellement rétrécies en pétiole ; fleurs blanches en grappe unilatérale. Floraison estivale.

## Caractéristiques
Organes reproducteurs
- Couleur dominante des fleurs : blanc
- Période de floraison : août-septembre
- Inflorescence : racème simple
- Sexualité : hermaphrodite
- Pollinisation : autogame

Graine
- Fruit : capsule
- Dissémination : épizoochore

Habitat et répartition
- Habitat type : tourbières, bruyères humides, médioeuropéen
- Aire de répartition : Europe occidentale et médiane, Amérique du Nord.

## Statut de protection
Cette espèce est inscrite sur la liste des espèces végétales protégées sur l'ensemble du territoire français métropolitain, en Annexe I.